# Millville (Massachusetts)
Pour les articles homonymes, voir Millville.
Millville est une ville du comté de Worcester dans l’État du Massachusetts.
Elle a été incorporée en 1916.
Sa population était de 3 174 habitants en 2020.